# قرون حطين
قرون حطين (بالعبرية: קרני חיטין‏)، هو بركان ميت (أي لايوجد أي احتمال ان يثور مرة أخرى)، ينبثق منه قمتين ويطل على سهول حطين المتواجدة في الجليل الاسفل في إسرائيل.

## التاريخ
يُعتقد أن قرون حطين هو موقع حدوث معركة حطين، التي انتصر فيها صلاح الدين الأيوبي على الصليبيين في عام 1187. اندلعت معركة حطين في الصيف عندما كان العشب جافًا وطريا نوعا ما. قامت قوات صلاح الدين باشعال النار على العشب، وكان ذلك بعد ان قطعوا امكانية وصول الصليبيين إلى المياه في بحيرة طبريا. بنى صلاح الدين «قبة النصر» ، على التل. يذكر ثيتمار؛ وهو حاج ومسافر ألماني الذي زار الموقع في عام 1217، أن «معبد صلاح الدين الذي أقامه من اجل الاله الذي يعبده بعد النصر؛ أصبح مهجوراً الآن». في أوائل القرن السابع عشر، عثر على أنقاض في اعلى القمة، وكانت هذه الانقاض يبدو عليها وكأنها آثار كنيسة. قبل عام 1948؛ كان هنالك قرية عربية فلسطينية تدعى حطين وكانت تقع عند سفح التل. تم إجراء تنقيبات على التل في عامي 1976 و 1981.
يقول بعض العلماء ان التل هذا هو نفسه جبل التطويبات، الذي ألقى عليه يسوع العظة على الجبل.  في عام 1864، وصف فيرغوس فيرغسون هذا الموقع بأنه الموقع "المفترض" لجبل التطويبات؛ لأنه على الرغم من أن "موقعه يتوافق مع تفاصيل السرد"، الا انه لا يمكن لأي أحد كان أن يصرح باي شكل مؤكد أن يسوع ألقى العظة في تلك البقعة بالتحديد. " 